# Розбіжності в аутизмі
Починаючи з 1980-х років діагностування аутизму стало частішим, що призвело до різноманітних суперечок як щодо причини аутизму, так і щодо природи самих діагнозів. Чи є аутизм головним чином генетичною причиною або причиною розвитку, а також ступінь збігу між аутизмом і розумовою відсталістю, все це питання поточних наукових суперечок, а також досліджень. Існує також більше соціально-політичних дебатів щодо того, чи слід вважати аутизм окремою інвалідністю.

## Епідеміологія
Основна стаття: Епідеміологія аутизму
Нині прийнята поширеність розладу аутистичного спектру (РАС) становить близько 1 %, хоча попередні дослідження показали набагато нижчі показники захворюваності. РАС становить у середньому 4.3:1 співвідношення чоловіків і жінок. З 1980-х років кількість дітей зі спектром аутизму різко зросла, принаймні частково через зміни в діагностичній практиці; незрозуміло, чи поширеність справді зросла; також не можна виключити ще невідомі екологічні фактори ризику. Ризик аутизму пов'язаний з декількома пренатальними факторами, включаючи похилий вік батьків і діабет у матері під час вагітності. РАС пов'язаний з декількома генетичними розладами та епілепсією.

## Генетика
Додаткова інформація: Спадковість аутизму
Роль генетичного впливу на РАС активно досліджується протягом останніх кількох років. Вважається, що РАС має полігенні ознаки, оскільки існує не один фактор ризику, а декілька.
Було проведено численні дослідження близнюків і сімей, щоб спостерігати за різноманітними генетичними впливами на діагностику РАС. Імовірність того, що обидва близнюки мають РАС, була значно вищою в однояйцевих близнюків, ніж у різнояйцевих близнюків, що робить висновок, що РАС є спадковим. Повторюваний висновок полягає в тому, що варіанти кількості копій (CNVs) de novo (нова мутація) є основною причиною РАС — вони змінюють синаптичні функції; мутації зародкової лінії можуть спричинити CNV de novo. Ці мутації можуть передаватися лише нащадкам; це пояснює феномен, який виникає, коли дитина має симптоми РАС, але батьки не мають симптомів або історії РАС. Варіанти de novo відрізняються від людини до людини, тобто один варіант може спричинити РАС в однієї людини, тоді як іншій людині знадобиться кілька варіантів, щоб викликати той самий розлад. Варіанти втрати функції виникають у 16-18 % випадків діагнозу РАС, що майже вдвічі перевищує нормальний показник. Ці варіанти втрати функції знижують функцію білка нейрексину, який з'єднує нейрони в синапсі та важливий для неврологічного розвитку; делеційні мутації нейрексину також дуже поширені у людей з аутизмом, а також іншими неврологічними розладами, такими як шизофренія, біполярний розлад і СДУГ.
Мікробіом кишечника має відношення до РАС. Надмірна кількість Clostridia spp. був виявлений у дітей з РАС та проблемами шлунково-кишкового тракту; Clostridia spp виробляє пропіонову кислоту, яка є недостатньою або в надлишку у людей з РАС
. Зокрема, C. tetani і C. histolyticum є двома видами цієї бактерії, які вражають людей з РАС. C. tetani виробляє правцевий нейротоксин у кишковому тракті; C. histolyticum є продуцентом токсину, який у великій кількості є у людей з діагнозом РАС. Обидва вони можуть сприяти неврологічним симптомам.
Існує також суперечка щодо дебатів «Природа проти виховання». Відповідно до сімейних досліджень, генетичні фактори та чинники навколишнього середовища однаково впливають на ризик РАС.

## Вакцини
Основна стаття: Вакцини та аутизм
Пізніше відкликана стаття з The Lancet з неправдивими заявами викликала занепокоєння щодо вакцин серед батьків. Виявилося, що її автор перебуває на платній відомості позивачів проти виробників вакцин.
Ідея зв'язку між вакцинами та аутизмом була ретельно досліджена та виявилася помилковою. Науковий консенсус полягає в тому, що не існує жодного зв'язку, причинно-наслідкового чи іншого, між вакцинами та захворюваністю на аутизм, а інгредієнти вакцин не викликають аутизм.
Незважаючи на це, рух проти вакцинації продовжує популяризувати міфи, теорії змови та дезінформацію, що пов'язує ці дві речі. Тактикою, що розвивається, є «просування нерелевантних досліджень [як] активної агрегації кількох сумнівних або периферійно пов'язаних досліджень у спробі виправдати науку, що лежить в основі сумнівної заяви».

## Інтелект
Відсоток людей з аутизмом, які також відповідають критеріям інтелектуальної недостатності, як повідомляється, коливається від 25 % до 70 %, широкий розкид, що ілюструє складність оцінки інтелекту аутистів. Для первазивного розладу розвитку, не уточненого інакше (PDD-NOS), зв'язок з інтелектуальною недостатністю набагато слабкіший. Діагноз синдрому Аспергера виключає клінічно значущі затримки психічних або когнітивних навичок.
Дослідження 2007 року показало, що прогресивні матриці Рейвена (RPM), тест на абстрактне мислення, можуть бути кращим показником інтелекту для дітей-аутистів, ніж більш широко використовувана шкала інтелекту Векслера для дітей (WISC). Дослідники підозрювали, що WISC занадто сильно покладається на мову, щоб бути точним показником інтелекту аутистів. Їхнє дослідження показало, що нейротипові діти отримали однакові результати в обох тестах, але діти з аутизмом показали набагато кращі результати в RPM, ніж у WISC. RPM вимірює абстрактне, загальне та текуче мислення, здатність, якої, як вважається, бракує людям з аутизмом. Дослідження 2008 року виявило подібний ефект, але набагато меншим ступенем і лише для людей з IQ менше 85 за шкалою Векслера.

## Полегшене спілкування
Додаткова інформація: Полегшене спілкування
Фасилітована комунікація (ФК) — це науково дискредитована методика, яка намагається полегшити спілкування людей з важкими освітніми та комунікативними порушеннями. Фасилітатор тримає або обережно торкається руки або кисті людини з інвалідністю під час цього процесу і намагається допомогти їй рухатися, щоб набрати текст на спеціальній клавіатурі. Цей метод використовувався багатьма батьками, які сподівалися на допомогу особам з аутизмом, коли він був вперше представлений на початку 1990-х років Дугласом Бікленом, професором Сиракузького університету.
Існує широка згода в науковому співтоваристві та численних організаціях, які займаються захистом прав людей з обмеженими можливостями, що FC не є дійсним методом для достовірного вдосконалення комунікативних навичок людей з розладом аутистичного спектру. Натомість дослідження вказують на те, що фасилітатор є джерелом повідомлень, отриманих через ФК (включаючи ідеомоторний ефект керування рукою пацієнта фасилітатором). Таким чином, дослідження постійно показують, що пацієнти не можуть дати правильну відповідь навіть на прості запитання, якщо фасилітатор не знає відповідей на запитання (наприклад, показуючи пацієнту, але не фасилітатору предмет). Крім того, дослідники повідомляли про численні випадки, коли фасилітатори вважали, що люди з обмеженими можливостями друкують зв'язне повідомлення, у той час як очі пацієнта були закриті, або коли вони дивилися вбік або не виявляли особливого інтересу до дошки з літерами. Незважаючи на докази проти ФК, багато хто продовжує використовувати та просувати цю техніку.
Зауважте, що фасилітована комунікація є окремою та відрізняється від низки науково підтверджених пристроїв і процесів допоміжної та альтернативної комунікації (AAC), які полегшують спілкування для людей із труднощами спілкування.

## Адвокаційні ініціативи
У пропаганді аутизму існує дві основні концепції аутизму. Ті, хто віддає перевагу парадигмі патології, яка узгоджується з медичною моделлю інвалідності, бачать аутизм як розлад, який потрібно лікувати або вилікувати. Ті, хто є прихильники парадигми патології, стверджують, що атипова поведінка аутистів є шкідливою і тому її слід зменшити або усунути за допомогою терапії модифікації поведінки. Їхні пропагандистські зусилля зосереджені насамперед на медичних дослідженнях для виявлення генетичних факторів ризику аутизму та навколишнього середовища. Ті, хто віддає перевагу парадигмі нейрорізноманіття, яка узгоджується з соціальною моделлю інвалідності, розглядають аутизм як природну зміну в мозку. Прихильники нейрорізноманіття стверджують, що зусилля з усунення аутизму не слід порівнювати, наприклад, із лікуванням раку, а натомість із застарілим уявленням про лікування ліворукості. Їхні адвокаційні зусилля зосереджені насамперед на прийнятті, пристосуванні та підтримці людей з аутизмом як «нейроменшин» у суспільстві. Ці дві парадигми не є повністю виключними, і багато людей дотримуються комбінації цих точок зору.

### Парадигма патології
Парадигма патології — це традиційний погляд на аутизм через біомедичну призму, в якому він розглядається як розлад, що характеризується різними порушеннями, головним чином у спілкуванні та соціальній взаємодії. Ті, хто розглядає цю точку зору, вважають, що аутизм, як правило, є різновидом шкідливої дисфункції. Способи функціонування, які відрізняються від типового мозку, є «неправильними» або «нездоровими», тому їх необхідно лікувати або вилікувати. Типова поведінка аутистів вважається шкодою для соціального та професійного успіху, тому її слід зменшити або усунути за допомогою терапії.
Прихильники цієї точки зору включають як невелику, але значну меншість дорослих з аутизмом, так і переважну більшість батьків дітей з аутизмом, але містять більший відсоток батьків у порівнянні з тими, хто приймає парадигму нейророзмаїття. Ці прихильники вважають, що медичні дослідження необхідні для подолання «епідемії аутизму», зменшення страждань та забезпечення найкращих результатів для осіб з аутизмом. На додаток до етіологічних досліджень, інші сфери уваги можуть включати біологію, діагностику та лікування, включаючи медикаментозне, поведінкове та психологічне втручання, а також лікування супутніх захворювань.
До груп захисту інтересів, які зосереджуються переважно на медичних дослідженнях, належать Autism Speaks, Autism Science Foundation та її попередники, Autism Coalition for Research and Education, National Alliance for Autism Research, Cure Autism Now, а також колишній Інститут досліджень аутизму.

### Парадигма нейрорізноманіття
Додаткова інформація: Рух за права аутистів
Парадигма нейрорізноманіття — це погляд на аутизм як на інший спосіб існування, а не як на хворобу чи розлад, які необхідно вилікувати. Вважається, що люди з аутизмом мають нейрокогнітивні відмінності, які надають їм чітких сильних і слабких сторін, і здатні досягти успіху, якщо їм належним чином сприяють і підтримують.. Вважається, що зусилля в усуненні аутизму не слід порівнювати, наприклад, з лікуванням раку, а натомість із застарілим уявленням про лікування ліворукості.
Немає лідера руху нейророзмаїття, і мало академічних досліджень було проведено щодо нього як соціального явища. Таким чином, прихильники парадигми нейророзмаїття мають неоднорідні переконання, але послідовні в думці, що аутизм не можна відокремлювати від аутичної людини. Адвокаційні зусилля можуть включати пристосування в школах та робочому середовищі, лобіювання включення людей з аутизмом при прийнятті рішень, що впливають на них, та протистояння терапії, яка спрямована на те, щоб зробити дітей «не відрізняються від своїх однолітків».
Прихильники нейрорізноманіття виступають проти медичних досліджень для лікування, вважаючи, що це призведе до євгеніки, і натомість підтримують дослідження, які допомагають аутистам процвітати такими, якими вони є. Наприклад, автор NeuroTribes Стів Сілберман відзначив брак досліджень щодо препаратів для контролю нападів і мозку аутистів; що сенсорні відмінності в аутистів були нечуваними, поки Темпл Грандін не розповіла про свій досвід; і що лише невеликий відсоток фінансування досліджень йде на потреби дорослих з аутизмом.
Групи адвокації, які зосереджені насамперед на прийнятті та адаптації, включають Autism Network International, Autism National Committee, Autistic Self Advocacy Network та Autism Women & Nonbinary Network.

## Подальше читання
- Декото, К. Л. та Деніел, М. (2020). Наукова гегемонія та поле аутизму. Американський соціологічний огляд.